# Dorothy Uhnak
Dorothy Uhnak, nata Dorothy Goldstein (The Bronx, 24 aprile 1930 – Greenport West, 8 luglio 2006), è stata una scrittrice statunitense di romanzi gialli.

## Biografia
Dorothy Goldstein nasce il 24 aprile 1930 nel Bronx e compie gli studi al City College di New York.
Entra nella New York City Transit Police nel 1953 e ci rimane fino al 1967 lavorando come detective prima di ritirarsi e completare gli studi al John Jay College of Criminal Justice.
La sua esperienza come poliziotta le fornisce il materiale per l'esordio del 1964, Policewoman, e per i gialli successivi premiati con l'Edgar Award nel 1969 e il Grand prix de littérature policière nel 1971 e spesso utilizzati in ambito televisivo.
Muore l'8 luglio 2006 a Greenport West in seguito ad una deliberata overdose di droga.

## Opere

### Serie Christie Opara
- The Bait (1968)
- Christie Opara, agente investigativo di primo grado (The Witness, 1969), Milano, Il Giallo Mondadori N. 1210, 1972 traduzione di Laura Grimaldi - Nuova ed., Milano, Interno giallo, 1991 ISBN 88-356-0093-6.
- Christie Opara : l'archivio nel cervello (The Ledger, 1970), Milano, Il Giallo Mondadori N. 1273, 1972 traduzione di Laura Grimaldi

### Altri romanzi
- Policewoman (1964)
- Law and Order (1973)
- L'inchiesta (The Investigation, 1977), Milano, Mondadori, 1978 traduzione di Bruno Oddera
- Falsa testimonianza (False Witness, 1981), Milano, Sperling & Kupfer, 1983 ISBN 88-200-0315-5.
- Vittime (Victims, 1986), Milano, Interno giallo, 1994 traduzione di Annamaria Raffo ISBN 88-04-37762-3. - Nuova ed., Milano, Il Giallo Mondadori dal 2401 al 2500 N. 2472
- The Ryer Avenue Story (1993)
- Codes of Betrayal (1997)

## Televisione
- Get Christie Love! (Serie TV) (1974-1975) (soggetto)
- Kojak: Scatole cinesi (Kojak: The Price of Justice) (Film TV) (1987), regia di Alan Metzger (soggetto)
- Le regole del gioco (False Witness) (Film TV), regia di Arthur Allan Seidelman (1989) (soggetto)

## Premi e riconoscimenti
- Edgar Award per il miglior primo romanzo di un autore americano: 1969 per The Bait
- Grand prix de littérature policière: 1971 per Christie Opara : l'archivio nel cervello